# Звёздные врата
«Звёздные врата» (англ. Stargate, древн.   (Astria Porta)) — название вымышленной вселенной, которая является военно-научной фантастической франшизой, изначально задуманной Роландом Эммерихом и Дином Девлином, а также название вымышленного одноимённого кольцеобразного техногенного межзвёздного транспортного устройства для мгновенного перехода между различными точками Вселенной, являющегося одним из сюжетообразующих элементов всех фильмов франшизы.
Первый фильм в серии назывался «Звёздные врата». Он был выпущен 28 октября 1994 года компаниями «Metro-Goldwyn-Mayer» и «Carolco», и стал мировым хитом, собрав в прокате почти 200 млн долл. США  по всему миру. Три года спустя, канадцы Брэд Райт и Джонатан Гласснер создали телесериал под названием «Звёздные врата: SG-1» как продолжение фильма.
В дополнение к кино и телевидению, вселенная «Звёздных врат» расширилась и другими средствами массовой информации, в том числе книгами, видеоиграми и комиксами. В 2008 году фильм «Звёздные врата: Ковчег истины», выпущенный сразу на DVD, заработал в общей сложности более $21 миллиона. В 2002 году вышел мультсериал, «Звёздные врата: Бесконечность», который основан на идее вселенной «Звёздных врат», но отличается от фильма и сериала. В 2004 году вышел сериал «Звёздные врата: Атлантида» как ответвление от «Звёздные врата: SG-1» и третий сериал, «Звёздные врата: Вселенная», премьера которого состоялась 2 октября 2009 года. В 2018 году начался показ сериала Звёздные врата: Начало (Stargate Origins) как перезапуск франшизы.

## Описание вселенной
В фильмах и сериалах «Звёздные врата» Звёздные врата являются устройством, предназначенным для перехода путём тоннельной телепортации из одной точки Вселенной в другую. Звёздные врата найдены в 1928 году на плато Гиза в Египте. Вплоть до 1990-х годов принцип действия и способы эксплуатации Врат оставались неизвестны (за исключением случайного запуска Врат в 1945 году). В 1990-х годах доктор Дэниел Джексон — египтолог, считающий, что пирамиды на самом деле были площадками для посадки космических кораблей, — понял, что знаки, которые другие учёные считали египетскими иероглифами, на самом деле обозначают созвездия, и таким образом открыл секрет принципа действия и эксплуатации Звёздных врат, и тогда же стартовала сверхсекретная военная программа, предназначенная для исследования Вселенной и контакта с инопланетянами (иными расами и людьми, вывезенными на отдалённые планеты в далёком прошлом гоа’улдом Ра). Затем выяснилось, что «Ра» не был единственным представителем своей расы, — обнаружились другие гоа’улды: Апофис, Херу-Ур, Осирис, Нефритовый Император Ю (по легенде бог-император Китая), Ба’ал и другие. После были обнаружены и друзья (Азгарды, Ток'ра, Джаффа-повстанцы, Древние, различные внеземные человеческие цивилизации) и новые враги (Репликаторы, Орай и рейфы).
Впервые вселенная «Звёздных врат» представлена в научно-фантастическом фильме Роланда Эммериха «Звёздные врата» (1994 год), который, в свою очередь, в значительной степени основан на вселенной романа Андрэ Нортон «Star Gate» (Звёздные врата) (1958). В дальнейшем она получила продолжение в трёх сериалах: «Звёздные врата: SG-1» (10 сезонов), «Звёздные врата: Атлантида» (5 сезонов) и «Звёздные врата: Вселенная» (2 сезона), фильмах «Звёздные врата: Ковчег правды» и «Звёздные врата: Временной континуум», также в книгах и других продуктах, в частности, в четырёх тематических парках.
Большинство миров вселенной «Звёздных врат», посещённых протагонистами, населены людьми. В Млечном Пути это из-за того, что в далёком прошлом раса паразитов, известная как гоа'улды, переселила с Земли множество людей-рабов. Поэтому людей с Земли (и саму планету) на языке гоа’улдов называют Тау'ри — «изначальный мир» и соответственно её обитателей — «люди с изначального мира». Другая часть людей переселились с Земли когда-то сами. В галактике Пегас люди происходят от Древних, которые покинули Землю. Также во вселенной множество форм жизни неземного и искусственного происхождения. Все при этом имеют различные технологические, идеологические и порой биологические различия, что в свою очередь порождает большое количество различных по значимости и силе фракций — в виде организаций в масштабах страны, планеты или межзвёздного характера. Пожалуй, единственное, что объединяет все расы — это знание английского языка.
Из-за нескольких создателей, работающих отдельно и независимо от франшизы на протяжении многих лет, во вселенной «Звёздных врат» существует многочисленные ответвления от основной франшизы, многие из них не совпадают по сюжетной линии. На данный момент существует три варианта сюжетной линии. Авторы создали по крайней мере шесть работ, у которых отличаются сюжеты, но все они в той или иной мере переплетаются друг с другом. Исходя из сложившейся ситуации, сообщество фанатов вселенной Звёздных врат решило это считать описаниями различных параллельных реальностей во вселенной Звездных врат.

## Отличия франшизы от первого фильма
1. В оригинальном фильме: Показывается только путешествие на планету Абидос в другую галактику. Во франшизе: Абидос располагается в галактике «Млечный путь». Семь символов — коды планет в нашей галактике. Восемь символов — для перемещения на планеты в других галактиках Местной группы, но для этого требуется дополнительный мощный источник энергии (вроде ядерного реактора, разработанного Джеком О’нилл, или МНТ (Модуля Нулевой Точки), черпающего энергию из микрочервоточины в подпространстве).
2. В оригинальном фильме: так как Звёздные врата как следует не изучены, и у людей Земли на руках лишь адрес планеты Абидос, они считают, что существуют лишь двое врат: одни на Земле и другие на Абидосе, и перемещаться можно только между ними. По легенде франшизы: люди Земли потом узнают, что звёздные врата разбросаны по всей галактике, и перемещаться можно между всеми ними, задавая соответствующий адрес.

### Фильмы
| Фильм                         | Дата выхода     | Сборы (Box Office) | Сборы (Box Office) | Сборы (Box Office) | Режиссёр       |
| Фильм                         | Дата выхода     | США                | Мир                | Всего              | Режиссёр       |
| ----------------------------- | --------------- | ------------------ | ------------------ | ------------------ | -------------- |
| Звёздные врата (фильм)        | 28 октября 1994 | $71,565,669        | $125,000,000       | $196,565,669       | Роланд Эммерих |
| Звёздные врата: Ковчег правды | 11 марта 2008   | $13,166,110        | $20,354,000        | $33,520,110        | Роберт Купер   |
| Звёздные врата: Континуум     | 29 июля 2008    | $8,055,900         | $17,872,384        | $25,728,284        | Мартин Вуд     |

### Сериалы
| Сериал                        | Сезоны          | Эпизоды         | Премьерный показ | Премьерный показ | Премьерный показ | Создатель(и)                        |
| Сериал                        | Сезоны          | Эпизоды         | Премьра          | Финал            | Сеть             | Создатель(и)                        |
| Игровые сериалы               | Игровые сериалы | Игровые сериалы | Игровые сериалы  | Игровые сериалы  | Игровые сериалы  | Игровые сериалы                     |
| ----------------------------- | --------------- | --------------- | ---------------- | ---------------- | ---------------- | ----------------------------------- |
| Звёздные врата: SG-1          | 1               | 22              | 27 июля 1997     | 6 марта 1998     | Showtime         | Брэд Райт, Джонатан Гласснер        |
| Звёздные врата: SG-1          | 2               | 22              | 26 июня 1998     | 10 февраля 1999  | Showtime         | Брэд Райт, Джонатан Гласснер        |
| Звёздные врата: SG-1          | 3               | 22              | 25 июня 1999     | 8 марта 2000     | Showtime         | Брэд Райт, Джонатан Гласснер        |
| Звёздные врата: SG-1          | 4               | 22              | 30 июня 2000     | 14 февраля 2001  | Showtime         | Брэд Райт, Джонатан Гласснер        |
| Звёздные врата: SG-1          | 5               | 22              | 29 июня 2001     | 6 февраля 2002   | Showtime         | Брэд Райт, Джонатан Гласснер        |
| Звёздные врата: SG-1          | 6               | 22              | 7 июня 2002      | 19 февраля 2003  | Sci Fi           | Брэд Райт, Джонатан Гласснер        |
| Звёздные врата: SG-1          | 7               | 22              | 19 июня 2003     | 9 марта 2004     | Sci Fi           | Брэд Райт, Джонатан Гласснер        |
| Звёздные врата: SG-1          | 8               | 20              | 9 июля 2004      | 22 февраля 2005  | Sci Fi           | Брэд Райт, Джонатан Гласснер        |
| Звёздные врата: SG-1          | 9               | 20              | 15 июля 2005     | 10 марта 2006    | Sci Fi           | Брэд Райт, Джонатан Гласснер        |
| Звёздные врата: SG-1          | 10              | 20              | 14 июля 2006     | 3 марта 2007     | Sci Fi           | Брэд Райт, Джонатан Гласснер        |
| Звёздные врата: Атлантида     | 1               | 20              | 16 июля 2004     | 25 марта 2005    | Sci-Fi Channel   | Брэд Райт, Роберт Купер             |
| Звёздные врата: Атлантида     | 2               | 20              | 15 июля 2005     | 10 марта 2006    | Sci-Fi Channel   | Брэд Райт, Роберт Купер             |
| Звёздные врата: Атлантида     | 3               | 20              | 14 июля 2006     | 22 июня 2007     | Sci-Fi Channel   | Брэд Райт, Роберт Купер             |
| Звёздные врата: Атлантида     | 4               | 20              | 28 сентября 2007 | 7 марта 2008     | Sci-Fi Channel   | Брэд Райт, Роберт Купер             |
| Звёздные врата: Атлантида     | 5               | 20              | 11 июля 2008     | 9 января 2009    | Sci-Fi Channel   | Брэд Райт, Роберт Купер             |
| Звёздные врата: Вселенная     | 1               | 20              | 2 октября 2009   | 11 июня 2010     | Syfy             | Брэд Райт, Роберт Купер             |
| Звёздные врата: Вселенная     | 2               | 20              | 28 сентября 2010 | 9 мая 2011       | Syfy             | Брэд Райт, Роберт Купер             |
| Анимационный сериал           |                 |                 |                  |                  |                  |                                     |
| Звёздные врата: Бесконечность | 1               | 26              | 14 сентября 2002 | 24 марта 2003    | Fox (FoxBox)     | Эрик Леволд и Майкл Малиани         |
| Вэб-сериал                    |                 |                 |                  |                  |                  |                                     |
| Звёздные врата: Начало        | 1               | 10              | 15 февраля 2018  | 8 марта 2018     | Stargate Command | Марк Илвердсон, Джастин Майкл Терри |

## Хронологический порядок фильмов и сериалов
Каноничная временная линия:
- Звёздные врата: Начало
- Звёздные врата
- Звёздные врата: SG-1 (1-7 сезоны)
- Параллельно: Звёздные врата: SG-1 (8 сезон, 9 сезон 1 серия) / Звёздные врата: Атлантида (1 сезон 1-19 серии)
- Звёздные врата: Атлантида (1 сезон 20 серия)
- Параллельно: Звёздные врата: SG-1 (9 сезон 2-20 серии, 10 сезон 1-8 серии) / Звёздные врата: Атлантида (2 сезон, 3 сезон 1-7 серии)
- Звёздные врата: Атлантида (3 сезон 8 серия)
- Звёздные врата: SG-1 (10 сезон 9 серия)
- Параллельно: Звёздные врата: SG-1 (10 сезон 10-20 серии) / Звёздные врата: Атлантида (3 сезон 9-20 серии)
- Звёздные врата: Ковчег правды (после окончания Звёздные врата: SG-1)
- Звёздные врата: Атлантида (4 сезон, 5 сезон 1 серия)
- Звёздные врата: Континуум (после 1-й серии 5-го сезона Звёздные врата: Атлантида)
- Звёздные врата: Атлантида (5 сезон, 2-20 серии)
- Звёздные врата: Вселенная

Не входит в канон:
- Звёздные врата: Бесконечность

## Документальные фильмы
- Как снимали Звёздные врата (англ. The Making of 'Stargate') — 2003 год[11]
- Как снимали Звёздные врата: Континуум (англ. The Making of Stargate Continuum) — 2008 год
- Что скрывается за Мифологией Звёздных Врат (англ. Behind the Mythology of Stargate SG-1) — 2007 год[12]
- От Звёздных врат к Атлантиде (англ. From Stargate to Atlantis: Sci-Fi Lowdown) — 2004 год[13]
- Секреты Звёздных врат (англ. Sci Fi Lowdown: Behind the Stargate - Secrets Revealed) — 2005 год[14]
- Звёздные врата: Правда науки (англ. Stargate SG-1: True Science) — 2006 год[15]
- Sci-Fi Saved My Life, эпизод 4: Меня спасли Звёздные врата (англ. 'Stargate' Saved My Life) — 2006 год[16]

## Перезагрузка
В интервью Portland Business Journal в июне 2014 года продюсер первого фильма Stargate Дин Девлин рассказал о планах «перезагрузки» «Звёздных врат». В частности он сообщил, что «Звёздные врата» изначально планировались как трилогия. Так как со времени первого фильма прошло двадцать лет, то вместо выпуска второй части планируется переснять всю трилогию заново. К работе будет привлечён и режиссёр Роланд Эммерих.
В апреле 2023 года стало известно, что компания Amazon вместе с киностудией MGM приобрела права на перезапуск фильма Звёздные врата.

## Игры по вселенной «Звёздных Врат»
- «Stargate: Resistance» онлайн-шутер от третьего лица. Был выпущен 10 февраля 2010 года. 21 января 2011 года официальные сервера игры были отключены.
- «Stargate Worlds» — отменённый проект, представляющий собой MMORPG во вселенной Звёздных Врат.
- «Звёздные врата SG-1: Альянс» — отменённая игра в жанре симулятор. Разработка была отменена по причине истечения
- «Звёздные врата» — настольная игра, была выпущена в мае 2007 года. Имеется видеоигровая адаптация.
- «Звёздные врата: Ролевая игра» (RPG) разработанная «Acclaim Entertainment». Издателем игры является совместно со студией «MGM».В настоящее время правами на игру владеет компания «Sony».
- Модификация «Stargate» для физической песочницы «Garry’s Mod»
- Stargate — видеоигра, созданная компанией Probe Entertainment и изданная Acclaim Entertainment для игровых консолей Sega Mega Drive/Sega Genesis (1994), Sega Game Gear (1994), Game Boy (1994) и SNES (1995). Является продолжением кинофильма 1994 года.
- Мобильные игры Stargate SG-1: Unleashed Ep 1 и Ep 2, вышедшие для iOS и Android.